# Episodi di Vikings (seconda stagione)
La seconda stagione della serie televisiva Vikings, composta da dieci episodi, è stata trasmessa sul canale canadese History dal 27 febbraio al 1º maggio 2014.
In Italia, la stagione è stata pubblicata sulla piattaforma on demand TIMvision il 4 novembre 2014. Gli episodi sono stati inoltre trasmessi in chiaro dal 25 marzo al 3 giugno 2015 su Rai 4. I titoli italiani sono stati aggiunti quando la stagione è stata pubblicata da Netflix.
Il cast principale di questa stagione è formato da Travis Fimmel, Katheryn Winnick, Clive Standen, Jessalyn Gilsig, Gustaf Skarsgård, George Blagden, Alyssa Sutherland, Donal Logue, Linus Roache, Alexander Ludwig.
| nº | Titolo originale  | Titolo italiano      | Prima TV Canada  | Pubblicazione Italia |
| -- | ----------------- | -------------------- | ---------------- | -------------------- |
| 1  | Brother's War     | Guerra fratricida    | 27 febbraio 2014 | 4 novembre 2014      |
| 2  | Invasion          | Invasione            | 6 marzo 2014     | 4 novembre 2014      |
| 3  | Treachery         | Inganno              | 13 marzo 2014    | 4 novembre 2014      |
| 4  | Eye For an Eye    | Occhio per occhio    | 20 marzo 2014    | 4 novembre 2014      |
| 5  | Answers in Blood  | Risposte sanguinarie | 27 marzo 2014    | 4 novembre 2014      |
| 6  | Unforgiven        | Spietato             | 3 aprile 2014    | 4 novembre 2014      |
| 7  | Blood Eagle       | L'aquila di sangue   | 10 aprile 2014   | 4 novembre 2014      |
| 8  | Boneless          | Senza ossa           | 17 aprile 2014   | 4 novembre 2014      |
| 9  | The Choice        | La scelta            | 24 aprile 2014   | 4 novembre 2014      |
| 10 | The Lord's Prayer | Padre nostro         | 1º maggio 2014   | 4 novembre 2014      |

## Guerra fratricida
- Titolo originale: Brother's War
- Diretto da: Ciarán Donnelly
- Scritto da: Michael Hirst

### Trama
Scandinavia, 796 d.C. Rollo si è schierato con lo jarl Borg contro re Horik e Ragnar. Ha inizio una violenta battaglia tra i due
schieramenti, nella quale Floki viene ferito gravemente e Rollo uccide diversi vecchi compagni come Arne. Trovatosi di fronte il fratello, Rollo decide di non combattere contro di lui. Terminata la battaglia, re Horik e lo jarl Borg cercano un accordo, ma nessuno dei due è disposto a fare alcuna concessione all'altro. Ragnar salva la situazione, convincendoli ad unire le loro forze e a concentrarsi sulle terre ad occidente, ricche di tesori e di terre da conquistare. Quando i vichinghi tornano a Kattegat, Lagertha viene a sapere da Bjorn dell'infedeltà del marito, mentre Rollo deve essere processato per il tradimento contro il suo conte. Ragnar sceglie di salvare il fratello dalla condanna a morte, corrompendo il maestro di legge con una moneta d'oro. Rollo, per il disonore, decide di lasciare il villaggio, ma viene trattenuto da Siggy. Ragnar si reca in riva al mare per dare l'ultimo saluto alla figlia Gyda. Subito dopo arriva la nave della principessa Aslaug. La principessa porta con sé delle offerte di cibo poiché ella è incinta del figlio di Ragnar. Si tiene un convivio al quale partecipa anche il ristabilito Floki. Durante il banchetto, Ragnar parla del fatto che non sarebbe malvisto se lui prendesse Aslaug come seconda moglie in quanto madre del suo prossimo figlio. Ritenendo oltraggioso il comportamento di Ragnar, Lagertha decide di lasciare il villaggio senza avvisarlo. Inizialmente, Bjorn decide di rimanere con il padre, ma quando quest'ultimo viene a sapere della partenza di Lagertha, la insegue. Dopo un breve dialogo, arriva anche Bjorn, il quale sceglie di lasciare Kattegat con Lagertha.
- Guest star: Thorbjørn Harr (Jarl Borg), Nathan O'Toole (Bjorn).
- Altri interpreti: Tadhg Murphy (Arne), Jefferson Hall (Torstein), Alvaro Lucchesi (Sacerdote pagano), Maude Hirst (Helga), Morgan C. Jones (Maestro delle Leggi), Pagan McGrath (Donna), Carrie Crowley (Ellisef).
- Ascolti USA: telespettatori 3 555 000[3]

## Invasione
- Titolo originale: Invasion
- Diretto da: Ciarán Donnelly
- Scritto da: Michael Hirst

### Trama
Scandinavia 800 d.C, trascorsi quattro anni, Ragnar annuncia finalmente di voler organizzare in primavera una nuova incursione in Inghilterra. Re Horik e lo jarl Borg arrivano a Kattegat, ma Horik continua a non fidarsi del suo antico rivale e decide di escluderlo dalla spedizione. Ragnar è costretto a riferire la cosa allo jarl Borg, il quale non la prende bene e considera l'esclusione come una rottura del giuramento fatto. Prima di partire, Ragnar decide di riaccogliere Rollo nella famiglia, ma gli proibisce di partecipare al viaggio. Salpata da Kattegat, la flotta viene divisa da una tempesta. La mattina successiva solo cinque navi sono sopravvissute. Sbarcata in un territorio sconosciuto, l'orda vichinga subisce un'imboscata. L'attacco viene respinto, ma i caduti sono numerosi. Il primo figlio di re Horik, Ari, viene ucciso da una freccia e lo stesso Ragnar si salva solo grazie all'intervento di Athelstan. Uno dei soldati catturati rivela loro il luogo in cui sono sbarcati: il Wessex, un regno situato a sud rispetto a quello della Northumbria. Il re di questo territorio si chiama Ecbert e quando Ragnar chiede ad Athelstan che tipo di uomo sia questo re, Athelstan gli risponde che è molto simile a lui.
- Guest star: Thorbjørn Harr (Jarl Borg), John Kavanagh (Indovino).
- Altri interpreti: Anna Aström (Hild), Cormac Melia (Ubbe), Maude Hirst (Helga), Jefferson Hall (Torstein), Cathál Ó'Hallin (Hvitserk), Jay Duffy (Ari), Edvin Endre (Erlendur), Robert Fawsitt (Sassone 1), Conor Marren (Sassone 2), James Browne (Messaggero).
- Ascolti USA: telespettatori 3 202 000[4]

## Inganno
- Titolo originale: Treachery
- Diretto da: Ken Girotti
- Scritto da: Michael Hirst

### Trama
Ragnar e i suoi uomini continuano ad avanzare nel territorio del Wessex ed arrivano a saccheggiare il convento di Winchester. Ragnar si convince che la terra d'Inghilterra sia molto fertile e comincia a pensare alla possibilità di stabilirsi permanentemente in quei luoghi. Re Ecbert invia un messaggero a Ragnar con la richiesta di lasciare le sue terre. Per tutta risposta, Ragnar gli chiede quanto sia disposto a pagare. Intanto lo jarl Borg decide di invadere le terre di Ragnar per vendicarsi dell'esclusione dalla spedizione e approfittando del fatto che Ragnar abbia portato in Inghilterra tutti i suoi migliori guerrieri. Gli abitanti di Kattegat, la maggior parte donne, vecchi e bambini, capitanati da Rollo cercano di fortificare alla meglio il villaggio e si oppongono con gran coraggio agli uomini dello jarl Borg. Tuttavia vengono massacrati e Rollo è costretto a fuggire verso le montagne insieme a Siggy, Aslaug e i suoi bambini. Intanto nello jarldom di Hedeby, Lagertha si è risposata con lo jarl Sigvard, ma sia lei che suo figlio Bjorn sono infelici. Bjorn, ormai cresciuto, è desideroso di lasciare quel posto, mettersi alla prova e scoprire il mondo, ma il suo patrigno glielo vieta.
- Guest star: Thorbjørn Harr (Jarl Borg), Morten Sasse Suurballe (Jarl Sigvard).
- Altri interpreti: Jefferson Hall (Torstein), Edvin Endre (Erlendur), Moe Dunford (Principe Aethelwulf), Duncan Lacroix (Ealdorman Werferth), Alan Devine (Ealdorman Eadric), Philip O'Sullivan (Vescovo Edmund), Fionn Foley (Monaco della campana), Chris Gallagher (Monaco), Edmund Kente (Vescovo Swithern), Georgia Hirst (Torvi), Cormac Melia (Ubbe), Cathál Ó'Hallin (Hvitserk), Mark Lewis (Vecchio guerriero).
- Ascolti USA: telespettatori 3 376 000[5]

## Occhio per occhio
- Titolo originale: Eye For an Eye
- Diretto da: Ken Girotti
- Scritto da: Michael Hirst

### Trama
Ragnar incontra re Ecbert, il quale gli domanda le ragioni che lo hanno portato nel Wessex e gli offre una parte di terre da coltivare. Tornato all'accampamento, Ragnar riceve la notizia dell'attacco a Kattegat da parte dello jarl Borg da alcuni uomini di re Horik arrivati dalla Scandinavia. Ragnar decide di lasciare il Wessex immediatamente e di tornare a Kattegat con i suoi uomini. Athelstan decide di rimanere con re Horik, ma successivamente viene catturato in un'imboscata dai soldati di Ecbert. Rollo conduce in un luogo remoto Siggy, Aslaug e gli altri sopravvissuti e cerca di riunire più uomini possibile per cercare di riconquistare Kattegat. Ragnar ritorna a casa e riesce a ricongiungersi con la sua famiglia, ma la sua gioia si smorza quando Rollo gli dice che non hanno abbastanza uomini per sconfiggere lo jarl Borg. Nel Wessex, Athelstan è accusato di essere un apostata e viene condannato alla crocifissione. Ciononostante, re Ecbert giunge in tempo per salvargli la vita e ordinare la sua liberazione. Nel frattempo, alla fattoria dove si sono rifugiati Ragnar e i suoi uomini, giunge un numeroso gruppo di guerrieri: si tratta di Lagertha e di alcuni uomini dello jarl Sigvard, giunti in aiuto di Ragnar. Insieme alla donna, vi è anche Bjorn, ormai cresciuto. L'incontro rende Ragnar molto felice.
- Guest star: Thorbjørn Harr (Jarl Borg), John Kavanagh (Indovino), Morten Sasse Suurballe (Jarl Sigvard).
- Altri interpreti: Morgan C. Jones (Maestro delle Leggi), Philip O'Sullivan (Vescovo Edmund), Edvin Endre (Erlendur), Moe Dunford (Principe Aethelwulf), Duncan Lacroix (Ealdorman Werferth), Jefferson Hall (Torstein), Richard Ashton (Thorvard), Maude Hirst (Helga), Georgia Hirst (Torvi), Cormac Melia (Ubbe), Cathál Ó'Hallin (Hvitserk).
- Ascolti USA: telespettatori 3 305 000[6]

## Risposte sanguinarie
- Titolo originale: Answers in Blood
- Diretto da: Jeff Woolnough
- Scritto da: Michael Hirst

### Trama
Rollo e Ragnar sono consapevoli che un attacco diretto a Kattegat sarebbe troppo rischioso. Ragnar decide dunque di fare un'incursione nel villaggio, per distruggere le scorte di viveri e costringere lo jarl Borg e i suoi uomini ad affrontarli in campo aperto. L'incursione di Ragnar, Bjorn e altri due compagni ha successo e Borg si vede obbligato ad uscire dal villaggio e a dar battaglia. Lo scontro è cruento, ma alla fine Ragnar ne esce vittorioso e Borg è costretto a fuggire. Ritornati a Kattegat, Ragnar fa visita all'Indovino, confessandogli che ama sia Lagertha che Aslaug. Intanto nel Wessex, Athelstan viene preso a corte da re Ecbert, il quale è interessato ad apprendere i costumi e le credenze dei pagani. Athelstan soffre un conflitto interiore riguardo alla sua fede. Lagertha decide di ritornare a Hedeby, ma concede a Bjorn il permesso di rimanere con suo padre. Ragnar riceve un messaggero con la notizia che re Horik è stato attaccato ed è stato costretto alla fuga.
- Guest star: Thorbjørn Harr (Jarl Borg), John Kavanagh (Indovino).
- Altri interpreti: Maude Hirst (Helga), Jefferson Hall (Torstein), Cormac Melia (Ubbe), Cathál Ó'Hallin (Hvitserk), Rachel-Mae Brady (Giovane donna), Jens Christian Bushov Lund (Olrik), Georgia Hirst (Torvi), Morgan C. Jones (Maestro delle Leggi), Carrie Crowley (Ellisef), Moe Dunford (Principe Aethelwulf), Philip O'Sullivan (Vescovo Edmund), Richard Ashton (Thorvard).
- Ascolti USA: telespettatori 3 348 000[7]

## Spietato
- Titolo originale: Unforgiven
- Diretto da: Jeff Woolnough
- Scritto da: Michael Hirst

### Trama
Re Horik fa ritorno a Kattegat con pochi superstiti. Affamato di vendetta, Horik dice a Ragnar che adesso avranno bisogno dello jarl Borg, dei suoi uomini e delle sue navi per tornare in forze in Inghilterra. Rollo viene inviato con una proposta di pace dallo jarl Borg, il quale accetta dopo essersi consultato con il teschio della sua prima moglie morta. Athelstan è diventato un valido consigliere di re Ecbert, che gli affida il compito di tradurre e trascrivere gli antichi testi romani della sua biblioteca privata. Tuttavia, Ecbert lo ammonisce, dicendogli che non dovrà rivelare la questione a nessuno, pena la crocifissione. Lagertha è tornata a Hedeby, ma viene rimproverata dal marito per aver lasciato il villaggio senza averglielo chiesto e per aver permesso a Bjorn di rimanere a Kattegat. Quella notte, lo jarl Sigvard invia come punizione alcuni suoi uomini a picchiare Lagertha, la quale viene umiliata dal marito anche il giorno seguente a tavola. Accecata dall'ira, la donna colpisce suo marito con un coltello di fronte a tutti i familiari e ai numerosi invitati. Aspettandosi di dover respingere la reazione degli uomini dello jarl, Lagertha rimane sorpresa, quando lo zio di Sigvard, Einar, decapita con un colpo di spada il nipote. Lo jarl Borg torna a Kattegat per unirsi alle forze di Ragnar e re Horik, ma durante la notte i suoi uomini vengono rinchiusi nell'edificio dove dormivano e bruciati vivi, mentre Borg viene arrestato in attesa di ricevere la pena dell'aquila di sangue come vendetta per il suo attacco a Kattegat.
- Guest star: Thorbjørn Harr (Jarl Borg), John Kavanagh (Indovino), Morten Sasse Suurballe (Jarl Sigvard), Gaia Weiss (Þorunn).
- Altri interpreti: Edvin Endre (Erlendur), Maude Hirst (Helga), Jefferson Hall (Torstein), Cathál Ó'Hallin (Hvitserk), Georgia Hirst (Torvi), Derry Power (Uomo più anziano), Moe Dunford (Principe Aethelwulf), Cormac Melia (Ubbe), Steve Wall (Einar), Rick Burn (Guerriero).
- Ascolti USA: telespettatori 2 960 000[8]

## L'aquila di sangue
- Titolo originale: Blood Eagle
- Diretto da: Kari Skogland
- Scritto da: Michael Hirst

### Trama
Horik e Ragnar sono d'accordo sulla necessità di doversi procurare molti guerrieri e molte navi se intendono fare ritorno in Inghilterra e Horik convince Ragnar a posticipare l'esecuzione di Borg, fino a quando non avranno trovato un nuovo alleato. Helga rivela a Floki di essere incinta e i due decidono di sposarsi. Helga vorrebbe avere la benedizione di Ragnar, ma Floki le risponde che non hanno bisogno di lui. Siggy dichiara a re Horik di volerlo aiutare, raccontandogli i punti deboli di Ragnar. Ragnar visita l'Indovino, il quale gli rivela che Athelstan è ancora vivo, ma che ha riabbracciato la fede cristiana. Nel Wessex, re Ecbert propone un'alleanza a re Aelle di Northumbria contro il debole regno di Mercia e contro una possibile invasione vichinga. Per rafforzare l'alleanza e convincerlo definitivamente, re Ecbert propone ad Aelle un matrimonio tra suo figlio Aethelwulf e la figlia di Aelle, la principessa Judith. Ragnar riceve un'offerta di alleanza da un certo jarl Ingstad e accetta di incontrarlo. Raggiunto lo jarl, Ragnar scopre che si tratta di Lagertha, la quale è diventata jarl dopo la morte del marito. Aslaug confessa a Ragnar di ammirare Lagertha: gli dice che ogni donna nel villaggio vorrebbe essere come lei e che è felice del fatto che Lagertha abbia unito le sue forze a quelle di Ragnar e Horik. Bjorn continua ad essere tenuto a distanza dalla bella schiava Þorunn. Rollo costringe Siggy a confessare di aver giaciuto con re Horik. Nel frattempo, quest'ultimo fa visita a Borg, assicurandogli di ignorare le vere intenzioni di Ragnar. Horik gli rivela, inoltre, la sua intenzione di liberarlo e di assassinare insieme Ragnar. Quando giunge il momento dell'esecuzione dell'aquila di sangue, Borg si rende conto di essere stato ingannato e Ragnar procede con la sanguinosa cerimonia. Sebbene tremendamente provato, Jarl Borg riesce a sopportare il supplizio senza gridare, morendo in maniera dignitosa e guadagnandosi l'accesso al Valhalla
- Guest star: Thorbjørn Harr (Jarl Borg), John Kavanagh (Indovino), Ivan Kaye (Re Aelle), Gaia Weiss (Þorunn).
- Altri interpreti: Edvin Endre (Erlendur), Jefferson Hall (Torstein), Sarah Greene (Principessa Judith), Cathy White (Ealhswith), Moe Dunford (Principe Aethelwulf), Philip O'Sullivan (Vescovo Edmund), Maude Hirst (Helga), Georgia Hirst (Torvi), Barbara Griffin (Maga), Noni Stapleton (Sacerdotessa), Mark McAuley (Inviato).
- Ascolti USA: telespettatori 3 086 000[9]

## Senza ossa
- Titolo originale: Boneless
- Diretto da: Kari Skogland
- Scritto da: Michael Hirst

### Trama
Una profezia di Aslaug diventa realtà quando la donna dà alla luce un bambino storpio. Malgrado Ragnar sia convinto che il bambino non avrebbe nessun futuro nella società vichinga, Aslaug è determinata a tenere il figlio in vita e decide di chiamarlo Ivar, a cui Ragnar aggiunge il soprannome Senz'ossa. Dopo aver affrontato le conseguenze della morte del marito, Lagertha arriva a Kattegat con le sue navi e i suoi guerrieri. Nel Wessex, re Ecbert riceve la principessa Kwenthrith di Mercia. Quest'ultima, dopo l'assassinio di suo fratello il re, è dovuta fuggire per non cadere nelle grinfie di suo zio, ora proclamatosi nuovo re. Kwenthrith mostra senza inibizioni il suo appetito sessuale ed è particolarmente incuriosita dai guerrieri vichinghi e da Athelstan. A Kattegat, la discordia tra Floki e Ragnar si fa sempre più evidente e re Horik ne approfitta per cercare di attirare a sé il maestro d'ascia. Dopo essere sbarcati nel Wessex, Ragnar invia Torstein da re Ecbert per informarlo del loro arrivo senza consultare né Lagertha né Horik, azione che provoca una forte irritazione di questi ultimi. Poco dopo, il principe Aethelwulf arriva all'accampamento vichingo scortato da un piccolo gruppo di soldati. Aethelwulf parla con Ragnar e lo invita a visitare suo padre Ecbert e come buon segno consegna a Ragnar il braccialetto di Athelstan, assicurandogli che il monaco è ancora vivo. Sebbene Ragnar si sia fatto garante per la loro sicurezza, Aethelwulf e i suoi uomini subiscono un'imboscata da parte degli uomini di Horik guidati da suo figlio Erlendur. Al massacro si salva solo Aethelwulf, che riesce a fuggire.
- Guest star: Amy Bailey (Principessa Kwenthrith), Gaia Weiss (Þorunn).
- Altri interpreti: Barbara Griffin (Maga), Edvin Endre (Erlendur), Moe Dunford (Principe Aethelwulf), Sarah Greene (Principessa Judith), Philip O'Sullivan (Vescovo Edmund), Cathál Ó'Hallin (Hvitserk), Cormac Melia (Ubbe), Steve Wall (Einar), Maude Hirst (Helga), Jefferson Hall (Torstein).
- Ascolti USA: telespettatori 2 912 000[10]

## La scelta
- Titolo originale: The Choice
- Diretto da: Ken Girotti
- Scritto da: Michael Hirst

### Trama
Attraverso la traduzione di Athelstan degli antichi testi romani, re Ecbert trae spunto da un passo del De Bello Gallico, in cui Giulio Cesare si trova a fronteggiare gli Atrebati in Gallia, per ideare una nuova tattica militare che gli permetta di sconfiggere i vichinghi. Sul campo di battaglia, Ragnar consiglia a Horik di avanzare prudentemente, ma Horik non presta la minima attenzione all'avvertimento e al contrario ordina ai suoi uomini di procedere velocemente a valle e attaccare i soldati di re Ecbert che avanzano contro di loro. Lagertha e Ragnar non possono fare altro che seguire il loro re, ma quando si accorgono che dal fianco giunge la cavalleria nemica, è troppo tardi. Attaccati da due lati i vichinghi si difendono ferocemente. La sconfitta diventa completa quando vengono attaccati anche dagli uomini di re Aelle. I caduti sono tanti e a Ragnar, Horik, Lagertha e il resto dei sopravvissuti non resta altra possibilità che quella di ritirarsi velocemente, lasciando sul campo numerosi compagni morti e feriti, tra cui lo stesso Rollo. Dopo la battaglia, Athelstan percorre il campo di battaglia e tra i diversi corpi riconosce quello di Rollo, che fortunatamente risulta ancora vivo. Athelstan lo fa trasportare al convento di Winchester. All'accampamento, la frustrazione per la sconfitta e per aver perso tanti compagni è cocente, soprattutto in Bjorn. Ragnar lo consola e, quando si accorge che non ha subito nemmeno un graffio, gli assegna l'appellativo "Corazza". Re Aelle vorrebbe attaccare immediatamente i vichinghi, ma Ecbert non è d'accordo e lo convince che sarebbe più saggio offrire ai vichinghi delle terre da coltivare in cambio di poterli usare come mercenari nella guerra contro la Mercia. Athelstan viene inviato al campo vichingo per proporre a Ragnar, Horik e Lagertha un nuovo incontro; ciò offre anche ai due amici la possibilità di reincontrarsi. Ragnar restituisce a Athelstan il suo braccialetto e lo prega di tornare da loro. Durante l'incontro alla reggia, re Ecbert offre ai vichinghi la pace, alcune terre da coltivare, la possibilità di essere assoldati come mercenari per combattere contro la Mercia e la liberazione di Rollo. La proposta viene immediatamente accettata da Ragnar e Lagertha. Infine anche re Horik accetta i termini, sebbene malvolentieri. Rollo fa ritorno tra i vichinghi che si imbarcano per tornare a Kattegat, mentre un numero di volontari rimane al servizio della principessa Kwenthrith. Anche Athelstan torna a Kattegat e confessa a Ragnar di credere sia nel dio cristiano che in quelli vichinghi. Nel frattempo, a Kattegat,,Aslaug rende Þorunn una donna libera.
- Guest star: Amy Bailey (Principessa Kwenthrith), Ivan Kaye (Re Aelle), Gaia Weiss (Þorunn).
- Altri interpreti: Jefferson Hall (Torstein), Edvin Endre (Erlendur), Moe Dunford (Principe Aethelwulf), Philip O'Sullivan (Vescovo Edmund), Sarah Greene (Principessa Judith), Cathál Ó'Hallin (Hvitserk), Cormac Melia (Ubbe), Carrie Crowley (Ellisef).
- Ascolti USA: telespettatori 3 109 000[11]

## Padre nostro
- Titolo originale: The Lord's Prayer
- Diretto da: Ken Girotti
- Scritto da: Michael Hirst

### Trama
La moglie e i numerosi figli e figlie di re Horik arrivano a Kattegat, dove si festeggia il ritorno a casa. Floki, per provare a re Horik la sua fiducia, avvelena Torstein. Horik gli confessa il suo piano di voler assassinare Ragnar, Lagertha, Bjorn, Rollo, Aslaug e tutti coloro che gli sono fedeli. Floki accetta di aiutarlo. In cambio della promessa di sposarla, Horik ordina a Siggy di assassinare i figli di Ragnar e Aslaug e le consegna un coltello. Intanto, dopo un periodo di continue tensioni, Bjorn e Þorunn si riconciliano. Athelstan insegna a Ragnar la preghiera del Padre Nostro. Durante la notte, a Kattegat giungono silenziosamente numerosi armati di Horik, che cominciano ad uccidere tutti coloro che incontrano sul loro cammino. Giunti nella sala principale, Horik scopre Torstein ancora vivo e capisce di essere caduto in una trappola: il re si rende conto che Floki e Siggy non hanno mai tradito Ragnar, ma lo hanno ingannato per scoprire i suoi piani. Tutti gli uomini di Horik vengono uccisi insieme a tutti i suoi figli maschi e femmine, con l'unica eccezione di Erlendur, l'erede di Horik, per il quale il padre ha chiesto pietà, offrendosi inerme e rassegnato alla morte come contropartita. Lagertha uccide in duello la moglie di Horik e Bjorn consente alle giovani serve della famiglia di Horik di scappare prima che sia troppo tardi. Infine Ragnar pugnala a morte Horik e poi si accanisce rabbiosamente contro il suo corpo. L'ultima scena mostra Ragnar seduto sulla vetta che domina il fiordo di Kattegat con in braccio la spada dei re.
- Guest star: John Kavanagh (Indovino), Gaia Weiss (Þorunn).
- Altri interpreti: Maude Hirst (Helga), Elizabeth Moynihan (Gunnhild), Edvin Endre (Erlendur), Jefferson Hall (Torstein), Cathál Ó'Hallin (Hvitserk), Cormac Melia (Ubbe), Carl Shaaban (Gesù), Mark Fitzgerald (Guerriero).
- Ascolti USA: telespettatori 3 374 000[12]